# Svedala kyrka

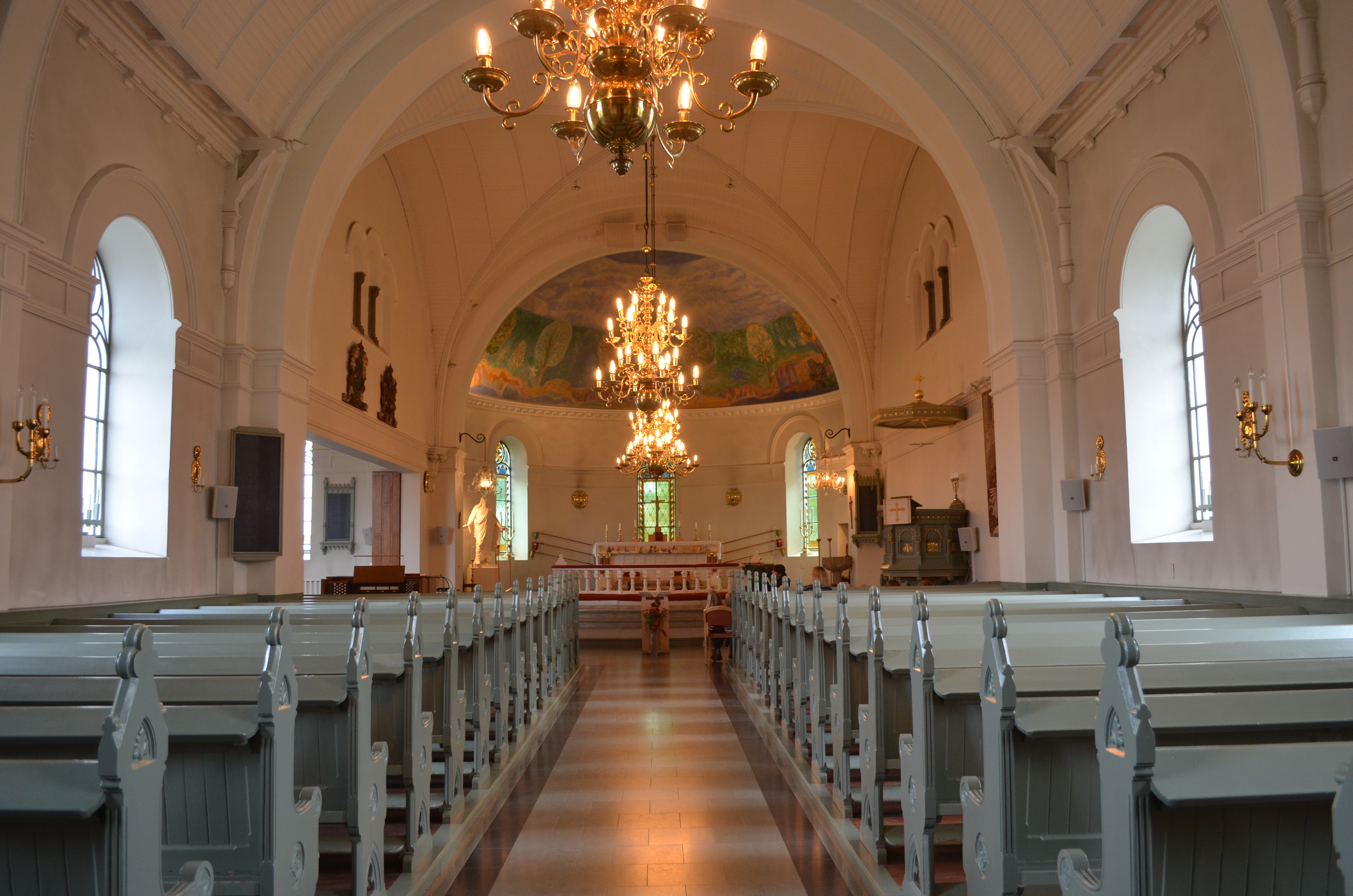
Svedala kyrkas kykosal

Svedala kyrka är en kyrkobyggnad i Svedala. Den är församlingskyrka i Svedala församling i Lunds stift.

## Kyrkobyggnaden
Kyrkan med halvrunt kor uppfördes 1851–1852 av sten och ersatte då den medeltida kyrkan. Arkitekt var C. G. Brunius. Vid en genomgripande ombyggnad 1900-1902 uppfördes det nuvarande tornet och en ny sakristia. År 1950 skildes den södra korsarmen från långhuset och gjordes till kyrko- och församlingssal. I den norra korsarmen finns sedan 1995 ett kapell för mindre gudstjänster. Kyrkorummet är format som ett L, men kyrkobyggnaden i sig har formen av ett T. 

## Inventarier
- Dopfat som härstammar från 1500-talet gjort av mässing med ingraverat bladornament.

- Dopfat inköpt 1739 gjort av mässing. Bebådelsen ingraverat i botten inom minuskelband.

- Nattvardskärl gjord av silver med förgylld insida med hamrat blad och blomornament.

- Nattvardskärl av tenn utan ornament. Såld i samband med kyrkans rivning. Privat ägodel.

- Oblatask av nysilver av enkelt utförande. Locket dekorerat med kors.

- Ljusstakar inköpta i inventariet 1666 och blev omgjutna 1726[1].

## Orgel
- 1798 byggde Carl Grönvall, Hyby en orgel.
- 1872 byggde Sven Fogelberg, Lund en orgel med 14 stämmor.
- 1902 byggde Salomon Molander & Co, Göteborg en orgel med 19 stämmor.
- Den nuvarande orgeln byggdes 1970 av Gebrüder Jehmlich, Dresden, DDR och är en mekanisk orgel. Orgeln står på västläktaren och invigdes 1969. Orgeln har tre manualer och 33 stämmor.

| Huvudverk I         | Öververk II    | Svällverk III          | Pedal               | Koppel |
| Kvintadena 16'      | Gedackt 8'     | Koppargedackt 8'       | Subbas 16´          | I/P    |
| Prestant 8'         | Principal 4'   | Viola de Gamba 8'      | Oktava 8'           | II/P   |
| Rörflöjt 8'         | Koppelflöjt 4' | Italiensk principal 4' | Gedacktpommer 8'    | III/P  |
| Oktava 4'           | Gemshorn 2'    | Spillepfeife 4'        | Dolkan 4'           | II/I   |
| Spetsflöjt 4'       | Svegel 1 1/3'  | Principal 2'           | Nachthorn 2'        | III/I  |
| Oktava 2'           | Scharff 4 chor | Oktava 1'              | Rauschpfeife 4 chor |        |
| Sesquialtera 2 chor | Dulcian 8'     | Rauschterzian 3 chor   | Fagott 32'          |        |
| Mixtur 6 chor       |                | Musette 16'            | Basun 16'           |        |
| Trumpet 8'          |                | Rörskalmeja 8'         |                     |        |
|                     |                | Tremulant              |                     |        |
|                     |                | Crescendosvällare      |                     |        |

- Högtalare är hängda bredvid Jehmlich-orgeln, som komplimenteras av en 60-stämmors elorgel byggd av Allen Organ Company. Elorgeln togs i bruk den 20 november 1994.[2]